# (751) Фаина
(751) Фаина (нем. Faïna) — астероид главного пояса, который был открыт 28 апреля 1913 года советским астрономом Григорием Неуйминым в Симеизском обсерватории Пулковской обсерватории и назван в честь первой жены первооткрывателя Фаины Михайловны Неуйминой.
- Орбита астероида Фаина и его положение в Солнечной системе